# Mi amor, mi amor
Mi amor, mi amor es una  telenovela argentina, coproducida por Grupo Telefe, El Árbol y Endemol para Telefe. Protagonizada por Juan Gil Navarro, Jazmín Stuart y Brenda Gandini. Coprotagonizada por Martín Seefeld, Valentina Bassi, Mariano Argento, Pasta Dioguardi y Osqui Guzmán. Antagonizada por Federico D'Elía e Inés Palombo. También, contó con las actuaciones juveniles de Natalie Pérez, Vera Spinetta y Agustín Pardella. Las actuaciones especiales de Cecilia Rosetto y los primeros actores Salo Pasik, Marita Ballesteros, Graciela Stéfani, Claudio Rissi y José Luis Gioia. Y las presentaciones de Gonzalo Suárez, Melania Lenoir y Duilio Orso.
Comenzó a emitirse el 28 de noviembre de 2012 y finalizó el 13 de mayo de 2013.

## Sinopsis
Juan (Juan Gil Navarro), es un hombre que esta perdidamente enamorado de su novia Valeria (Jazmín Stuart). Sin embargo, el destino hace que conozca a Laly (Brenda Gandini), una joven que trastoca sus planes y por la que, sin quererlo, se siente irremediablemente atraído. Así, sin pensarlo, Juan se ve en la disyuntiva de amar a dos mujeres, quienes son muy diferentes entre sí pero se complementan. Sin poder decidir quedarse con una de ellas, opta por llevar una vida paralela. Juan es un buen hombre que está condenado a amar a dos mujeres.

## Relanzamiento
Por los bajos niveles de audiencia de la ficción, los productores y directivos de Telefe decidieron realizar cambios en la tira para mejorar sus números. El primer cambio fue el horario, paso a emitirse una hora más tarde -22:15 a 23:15- de lo habitual. Luego se cambió a los autores originales por el autor Max Holdo, se sumó a Rodolfo Ledo en el cargo de jefe de guionistas, para una reestructuración de la tira a partir del capítulo 26. Además se incorporó al elenco nuevos actores. Se dio fin a historias de algunos personajes, lo que provocó la salida de los actores Cecilia Rossetto, Valentina Bassi, Mariano Argento, Marita Ballesteros, Pasta Dioguardi y Duilio Orso del reparto original.  La audiencia no mejoró por lo cual se siguió atrasando el horario, pasó a emitirse a las 23:45 en marzo, y en los últimos capítulos se emitía a las 00:00. 

## Elenco y personajes
- Juan Gil Navarro como «Juan Dalton»
- Jazmín Stuart como «Valeria 'Vale' Vera»
- Brenda Gandini como «Alejandra 'Laly' Bonicatto»
- Martín Seefeld como «Omar 'Estrella' Gentile»
- Gonzalo Suárez como «Edilberto 'Eddie' Leiva»
- Graciela Stéfani como «Viviana 'Vivi' Bonicatto»
- Federico D'Elía como «Mauro Sabella»
- Claudio Rissi como «Luis Bonicatto»
- José Luis Gioia  como «Patricio Vera»,
- Salo Pasik como «Manuel Dalton»
- Osqui Guzmán como «Oscar Sambito»
- Natalie Pérez como «Noel Valtierra Fernández»,
- Melania Lenoir como «Carla Martínez»
- Vera Spinetta como «Laura Dalton»
- Agustín Pardella como «Ariel Dalton»
- Inés Palombo como «Agustina Rossi»
- Cecilia Rossetto como «Maca Iraola»
- Valentina Bassi como «Flavia Dalton»
- Mariano Argento como «Carlos Matheu»
- Pasta Dioguardi como «Marcos Ramírez»
- Marita Ballesteros como «Jorgelina Moreno»
- Duilio Orso como «Diego Batista»
- Mariana Prommel como «Florinda Dalton»
- Nacho Gadano como «Gerardo Valtierra Fernández»
- Pía Uribelarrea como «Rossana Ortiz»
- Rodrigo Guirao Díaz como «Benjamín Valtierra Fernández»
- Esteban Meloni como «Martín Rosales»
- María Carámbula como «Bárbara Dalton»
- Cristina Alberó como «Rosa Carranza»
- Andrea Barbieri como «Natalia 'Pochi' Clavero»
- Camila Riveros como «Martina Gentile»,
- Laura Azcurra, en el papel de «Jazmín Guzmán»
- Pablo Ini - «Lorenzo Cormac»
- Gabriel Almirón - «Ceferino»
- Griselda Sánchez - «Érica»[7]
- Gustavo Moro - «Una clienta del Pets shop»
- Oscar Dubini - «Un médico»
- Marcelo Savignone - «Un cirujano»
- Eduardo Carmona - «Dr. Mariano Ruiz»
- Verónica Intile - «Una doctora»
- Néstor Sánchez - «Un doctor»
- Alejandro Zanga - «Un matón»
- Santiago Caamaño - «Un barman»
- Mario Moscoso - «Un amante de Agustina»
- Gastón Biagioni - «Un policía»
- Fito Pérez - «Un socio de Agustina»
- Fausto Collado - «Dr. Díaz»
- Boris Bakst - «Lucas»
- Javier Castro - «Juan Carlos»
- Mora Recalde - «Una enfermera»
- Esteban Masturini - «Alfonso»
- Aimara Bianquet - «Graciela»
- Omar Duval - «Dr. Anzelmi»
- Osvaldo Sanderos - «José Martínez»
- Silvana Olivarez - «Elena»
- Verónica Mertel - «Mercedes Azcueta»
- Fernando Caride - «Un policía»
- Fede Medina - «Matías Dalton»
- Ian Ginzburg -

## Recepción
Según el Grupo IBOPE, en su debut promedió 23.4 puntos de índice de audiencia (con picos de 26 pts.). Ganó su franja, logró vencer a su competencia Sos mi hombre y Tiempos compulsivos, y fue el segundo programa más visto de la jornada. Promedio general: 11.7 puntos

## Premios y nominaciones
| Año  | Premiación            | Categoría                            | Receptor         | Resultado |
| ---- | --------------------- | ------------------------------------ | ---------------- | --------- |
| 2013 | Premios Martín Fierro | Actor protagonista de ficción diaria | Juan Gil Navarro | Nominado  |

## Ficha técnica
- Autores: Gustavo Belatti y Leonel D'Agostino (hasta cap. #25) y Max Holdo
- Dirección de arte: Paz Caradonti y Aureliano Gentile
- Dirección de fotografía: Andrés Adorno y Marcelo Giménez
- Vestuario: Andrea Duarte
- Coreografa: Jesica Chorni
- Maquillaje y peinado: Andy Sanzo
- Cortina musical: Pablo Ahmad
- Intérprete de cortina musical: José Luis Rodríguez
- Coordinación de producción: Maru Mosca
- Edición en línea: Pablo Cáceres Medina
- Edición: Fernando Aguirre, Ana De La Peña y Martín Alonso
- Musicalización: Federico Martínez
- Coordinación de postproducción: Hernan Luna y Sebastián Soto
- Dirección en exteriores: Juan Pablo Laplace
- Dirección: Mariano Ardanaz
- Producción ejecutiva: Miguel Ángel Rodríguez
- Productores asociados: Ronnie Amendolara y Martín Kweller
- Producción general: Martín Seefeld
- Producción artística: Pablo Echarri
- Operador de Steadicam: Juan Lima

## Versiones
- En el año 1997 se realizó la primera versión de esta telenovela, Naranja y media, la telecomedia que protagonizaron Guillermo Francella, Millie Stegman y Verónica Vieyra emitida por Telefe.